# Молино Мала (Пезаро и Урбино)
Молино Мала је насеље у Италији у округу Пезаро и Урбино, региону Марке.
Према процени из 2011. у насељу је живело 18 становника. Насеље се налази на надморској висини од 118 м.